# Obélisque du Montecitorio
L'obélisque du Montecitorio est un obélisque égyptien de Psammétique II, provenant d'Héliopolis et transporté à Rome sous Auguste. Il se trouve réérigé sur la piazza di Montecitorio, devant le palais du parlement italien.

## L'obélisque de PsammétiqueII
Cet obélisque de granite rouge de Syène provient du temple de Rê à Héliopolis. Il porte des inscriptions hiéroglyphiques (lacunes importantes) au nom de Psammétique II (début du VIe siècle avant notre ère).
|                |     |     |           |
| \| \| \| \| \| |     |     |           |
|                |     |     |           |
| Q3             | S29 | G17 | V13 · V31 |

| Q3 | S29 | G17 | V13 · V31 |

|                |     |     |           |
| \| \| \| \| \| |     |     |           |
|                |     |     |           |
| Q3             | S29 | G17 | V13 · V31 |

| Q3 | S29 | G17 | V13 · V31 |

|                |     |     |           |
| \| \| \| \| \| |     |     |           |
|                |     |     |           |
| Q3             | S29 | G17 | V13 · V31 |

| Q3 | S29 | G17 | V13 · V31 |

|                |     |     |           |
| \| \| \| \| \| |     |     |           |
|                |     |     |           |
| Q3             | S29 | G17 | V13 · V31 |

| Q3 | S29 | G17 | V13 · V31 |

## Élément de l'«horologium/solariumd'Auguste»

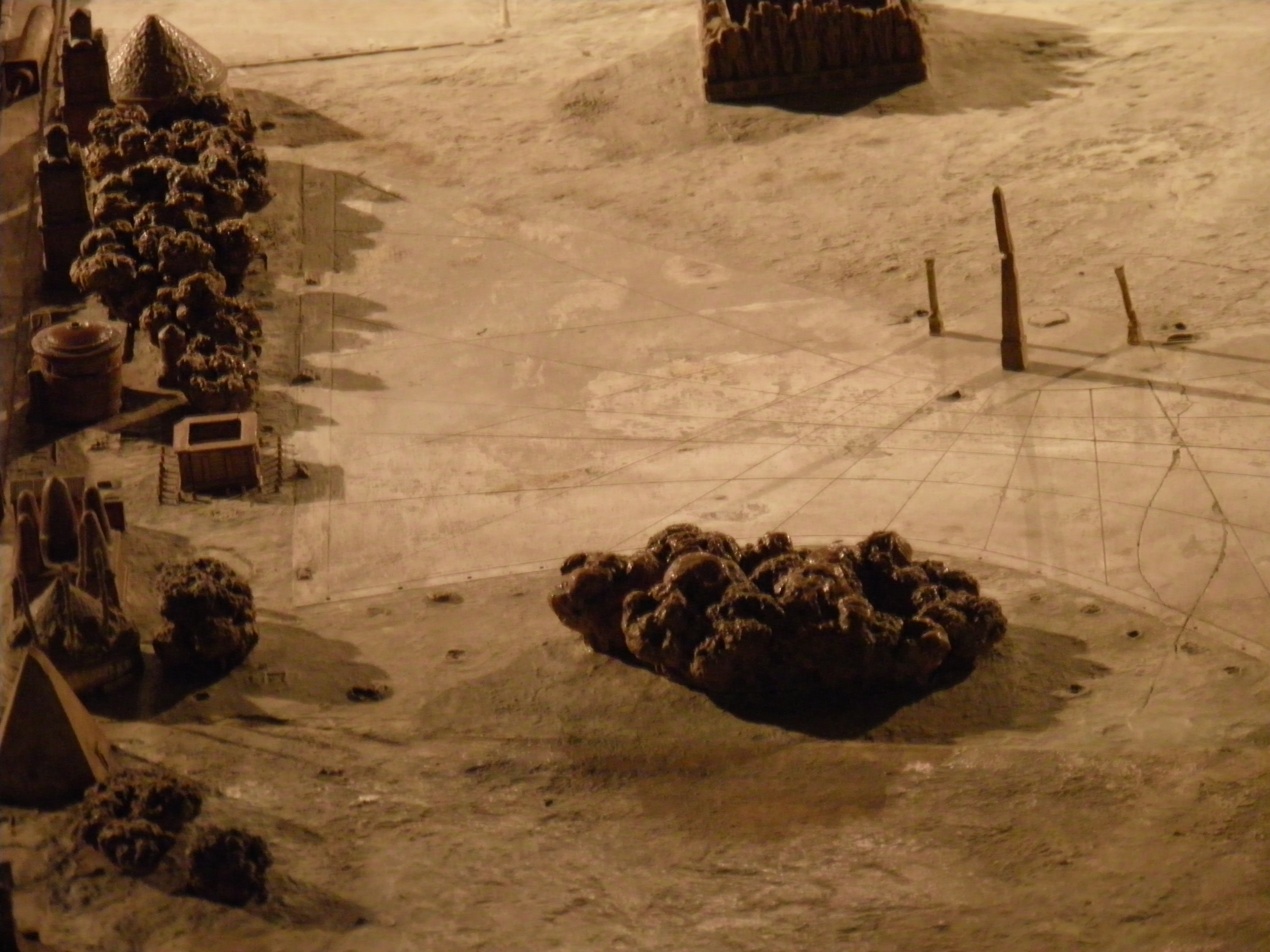
Fragment du plan de Rome de l'université de Caen, montrant l’Horologium Augusti avec, au centre, le grand obélisque du Montecitorio et l’Ara Pacis, à gauche.

Il fut transporté à Rome sur l'ordre d'Auguste en -10 et érigé non loin du lieu actuel, au Champ de Mars, entre la piazza del Parlamento et la piazza di San Lorenzo in Lucina, pour servir de gnomon (aiguille indicatrice) à un immense calendrier ou cadran solaire horizontal de 160 m de long. Le dallage de marbre fut ajouté à l'époque flavienne.
Le cadran solaire ou calendrier (horologium d'Auguste) est relaté dans les sources littéraires de l'Antiquité, notamment par Pline l'Ancien, mais sa fonction précise et son fonctionnement font l'objet de nombreux débats. Des fouilles récentes ont permis d'en retrouver des fragments portant des inscriptions en lettres de bronze datant d'une restauration du temps d'Hadrien.
L'obélisque finit par s'écrouler au Xe ou XIe siècle. On en retrouva la trace au début du XVIe siècle. En 1587, le pape Sixte-Quint projeta de le restaurer et ordonna des fouilles. Mais il y renonça devant le mauvais état du monument, brisé en de multiples fragments. Il fut donc remblayé.

## Emplacement actuel devant le parlement italien

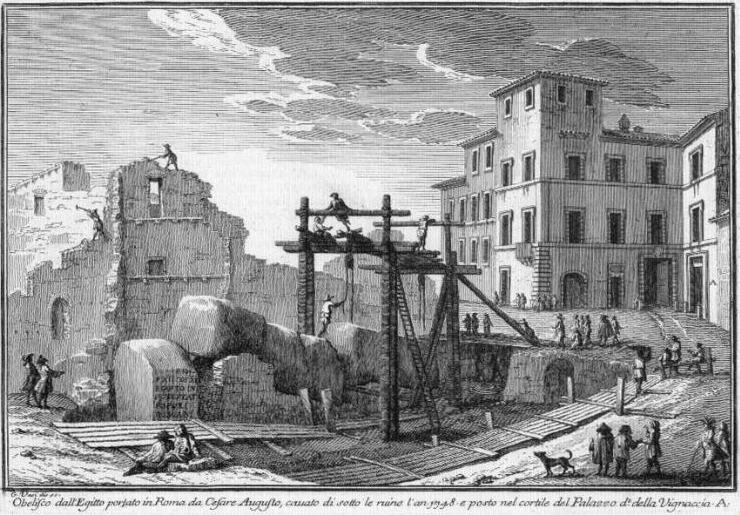
Travaux de 1748 : l'obélisque est remis au jour ; il est alors brisé en plusieurs morceaux (gravure de Giuseppe Vasi, 1752).

C'est en 1748, sous le pape Benoît XIV, qu'il fut à nouveau mis au jour, devant le no 3 de la piazza del Parlamento (plaque commémorative). Il fut finalement réérigé sous le pontificat de Pie VI (entre 1787 et 1792) au milieu de la piazza di Montecitorio, devant le palais du même nom, siège du parlement italien depuis 1871. Les divers fragments n'ayant pas permis de reconstituer la totalité de l'obélisque, surtout à la base, il lui fut adjoint du granite emprunté aux restes de la colonne Antonine, située aux environs immédiats. Ainsi complété, le monument offre un aspect des plus satisfaisants.
L'obélisque est surmonté d'une sphère de bronze ajourée à pointe, avec bande zodiacale et étoiles de bronze rapportées ; dans le pavement de la place a été incrustée une méridienne sur laquelle se projettent les rayons du soleil passant à travers la fenêtre ménagée dans le globe de bronze. Pour toutes ces raisons, le monument est connu sous le nom d'« obélisque solaire » ; il n'empêche que l'imprécision de l'ensemble est proverbiale.
Sa hauteur est de 22 m (34 m avec le piédestal et le globe). Poids : 230 tonnes.

L'inscription latine est lisible sur le socle de l'obélisque.

## Inscription dédicatoire
L'inscription est répétée sur deux des faces de la base de l'obélisque :
Sur la première face, fragmentaire, on lit :
Imp(erator)] Caesar divi [f]il(ius) / Augustus / pontifex maximus / imp(erator) XII co(n)s(ul) XI trib(unicia) pot(estate) XIV / Aeg<y=u>pto in potestatem / populi Romani redacta / Soli donum dedit
La seconde face, également fragmentaire, donne d'autres éléments :
[Imp(erator) Caesar divi fil(ius)] / [Augustus] / [pontifex maximus] / [imp(erator) XII co(n)s(ul) XI trib(unicia) pot(estate) XIV] / Aeg<y=u>pto in potestat[em] / populi Romani redac[ta] / Soli donum dedit.
La comparaison des deux inscriptions permet de reconstituer l'ensemble de l'inscription comme suit :
IMP CAESAR DIVI F
AVGVSTVS
PONTIFEX MAXIMVS
IMP XII COS XI TRIB POT XIV
AEGVPTO IN POTESTATEM
POPVLI ROMANI REDACTA
SOLI DONVM DEDIT
Traduction : « L'empereur Auguste, fils du divin César, pontifex maximus, proclamé douze fois imperator, onze fois consul, investi quatorze fois de la puissance tribunitienne, ayant soumis l'Égypte à la souveraineté du peuple romain, a dédié ce présent au Soleil. »